# Phyllachora phoebes
Phyllachora phoebes är en svampart som beskrevs av Syd. 1926. Phyllachora phoebes ingår i släktet Phyllachora och familjen Phyllachoraceae.   Inga underarter finns listade i Catalogue of Life.